# Peromyscopsylla fallax
Peromyscopsylla fallax är en loppart som först beskrevs av Rothschild 1909.  Peromyscopsylla fallax ingår i släktet Peromyscopsylla och familjen smågnagarloppor. Inga underarter finns listade i Catalogue of Life.